# Muralha de Vilnius

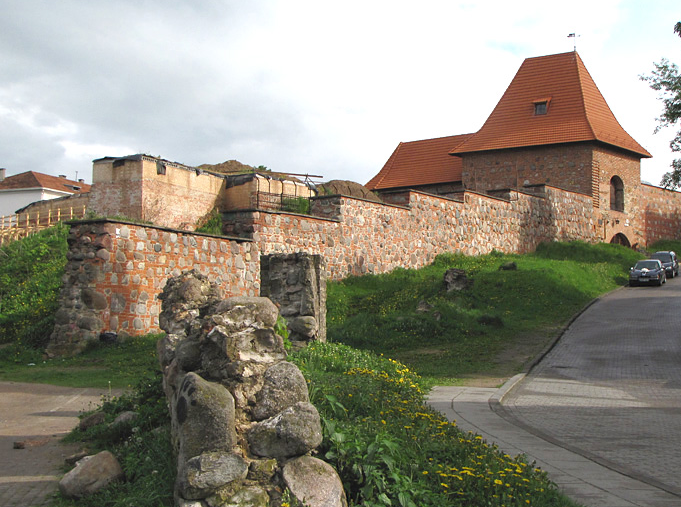
A muralha de Vilnius.

A muralha da cidade de Vilnius era uma muralha defensiva ao redor de Vilnius, capital do Grão-Ducado da Lituânia. Foi construída entre 1503 e 1522 para proteção dos ataques do Canato da Criméia no início das Guerras Moscovita-Lituânia. A parede de pedra e tijolo era um elemento-chave do sistema defensivo de Vilnius, e foi paga pelos proprietários da cidade. Continha nove portões e um bastião de artilharia. Algumas das construções originais sobreviveram.
- O Portão de Subačius foi construído no final do que hoje é a rua Holly Spirit.
- Portão Spas foi construído perto do rio Vilnia no lado leste da cidade.
- Portão Wet ficava próximo da Praça da Catedral em Vilnius.
- Portão Tatar ficava na esquina das ruas Liejykla e Totoriai.
- Portão Vilija Gate ficava na esquina das ruas Vilnius e Bernardinai.
- O Portão de Trakai foi construído na esquina das ruas Trakai e Pylimas. Era o portão principal da cidade e continha (assim como o Portão da Aurora) uma capela.
- O Portão Rūdininkai ficava no fim da rua Rūdininkai.
- O Portão Medininkai guardava a entrada da parte sul da cidade. Agora é conhecido como o Portão do Amanhecer.